# ラインラント＝プファルツ (フリゲート・2代)
ラインラント＝プファルツ（ドイツ語: Rheinland-Pfalz, F 225）は、ドイツ海軍のフリゲート。バーデン・ヴュルテンベルク級フリゲートの4番艦。艦名はラインラント＝プファルツ州に由来し、同海軍のブレーメン級フリゲートの3番艦・「ラインラント＝プファルツ」に続き、ドイツの艦船としては2代目。

## 艦歴
2015年1月29日に起工し、2017年5月24日に進水。2022年1月28日に引き渡され7月に就役した。